# 尼基·哈維納爾
尼基·哈維納爾（荷蘭語：Nikki Havenaar；1995年2月16日—），荷蘭裔日本足球運動員，現時被瑞士挑戰聯賽球會圖恩外借至納沙泰爾，司職中後衛。

## 俱樂部生涯
尼基·哈維納爾在21歲時從日職聯賽球隊名古屋鯨魚加盟來到了奧地利低級別聯賽球隊賀恩。
2018年，哈維納爾來到了瑞士挑戰聯賽球隊韋爾。在30場各項賽事出場攻入2球還有1次助攻。
2019年7月份，哈維納爾最終和圖恩足球俱樂部簽約。前半個賽季，他在球隊的位置並不穩定，聯賽後半段他逐漸成為球隊的主力。

## 外部連結
- 尼基·哈维纳尔 （页面存档备份，存于）的transfermarkt档案
- 名古屋グランパスによる公式プロフィール